# 경상북도북부건설사업소
경상북도북부건설사업소(慶尙北道北部建設事業所)는 도가 시행하는 건설사업의 시행과 도로유지‧보수 및 건설기계의 운영관리를 위하여 설치된 경상북도청 소속기관이다.

## 같이 보기
- 경상북도청